# Boulengerula taitana
Boulengerula taitana es una especie de anfibios gimnofiones de la familia Caeciliidae.
Es endémica del sudeste de Kenia.
Sus hábitats naturales incluyen montanos secos, plantaciones, jardines rurales y zonas previamente boscosas ahora muy degradadas.